# Тренуци слабости
„Тренуци слабости” је југословенски ТВ филм из 1979. године. Режирао га је Славољуб Стефановић Раваси а сценарио је написао Милан Јелић.

## Улоге
| Глумац              | Улога |
| ------------------- | ----- |
| Мира Динуловић      |       |
| Стеван Гардиновачки |       |
| Никола Јовановић    |       |
| Тома Јовановић      |       |
| Розалија Леваи      |       |
| Маринко Шебез       |       |
| Велимир Суботић     |       |